# Matthew Cream
Matthew James Cream (* 19. Juni 1975) ist ein australischer Fußballschiedsrichterassistent.
Spätestens seit der Saison 2007/08 ist Cream Schiedsrichterassistent in der australischen A-League Men; insgesamt hatte er bereits über 190 Einsätze. Von 2000 bis 2021 stand er auf der Liste der FIFA-Schiedsrichter und leitete internationale Fußballpartien. In den Jahren 2008 bis 2019 wurde er bei insgesamt 48 Spielen in der AFC Champions League eingesetzt.
Cream war unter anderem beim olympischen Fußballturnier 2012 in London (zwei Spiele), bei der Weltmeisterschaft 2014 in Brasilien (drei Spiele), bei der FIFA-Klub-Weltmeisterschaft 2014 in Marokko (ein Spiel) und bei der Asienmeisterschaft 2015 in Australien (drei Spiele) im Einsatz, jeweils als Assistent von Ben Williams, außerdem bei vier Spielen bei der Asienmeisterschaft 2019 in den Vereinigten Arabischen Emiraten als Assistent von Chris Beath und Peter Green. Zudem leitete er 16 Spiele in der Asien-Qualifikation für die Weltmeisterschaften 2010 in Südafrika, 2014 in Brasilien und 2018 in Russland sowie Freundschaftsspiele.
2009 wurde er von der AFC als Asiens Schiedsrichterassistent des Jahres ausgezeichnet.